# Campionato Sammarinese 2002-2003

## Fase a gironi

### Girone A
|  |    | Classifica 2002-03 | Pt | G  | V  | N | P  | GF | GS | DR  |
|  | -- | ------------------ | -- | -- | -- | - | -- | -- | -- | --- |
|  | 1. | Pennarossa         | 40 | 20 | 12 | 4 | 4  | 48 | 22 | +26 |
|  | 2. | Murata             | 39 | 20 | 11 | 6 | 3  | 41 | 25 | +16 |
|  | 3. | Cailungo           | 38 | 20 | 10 | 8 | 2  | 40 | 19 | +21 |
|  | 4. | Faetano            | 36 | 20 | 10 | 6 | 4  | 31 | 19 | +12 |
|  | 5. | Folgore            | 25 | 20 | 6  | 7 | 7  | 24 | 27 | -3  |
|  | 6. | Montevito          | 9  | 20 | 1  | 6 | 13 | 21 | 48 | -27 |
|  | 7. | La Fiorita         | 7  | 20 | 2  | 1 | 17 | 11 | 54 | -43 |

### Girone B
|  |    | Classifica 2002-03 | Pt | G  | V  | N  | P  | GF | GS | DR  |
|  | -- | ------------------ | -- | -- | -- | -- | -- | -- | -- | --- |
|  | 1. | Domagnano          | 39 | 21 | 11 | 6  | 4  | 32 | 18 | +14 |
|  | 2. | Libertas           | 34 | 21 | 10 | 4  | 7  | 32 | 22 | +10 |
|  | 3. | Virtus             | 32 | 21 | 8  | 8  | 5  | 32 | 27 | +5  |
|  | 4. | Tre Penne          | 30 | 21 | 7  | 9  | 5  | 30 | 27 | +3  |
|  | 5. | Cosmos             | 25 | 21 | 5  | 10 | 6  | 29 | 38 | -9  |
|  | 6. | Juvenes/Dogana     | 23 | 21 | 4  | 11 | 6  | 23 | 28 | -5  |
|  | 7. | Tre Fiori          | 20 | 21 | 4  | 8  | 9  | 25 | 32 | -7  |
|  | 8. | San Giovanni       | 16 | 21 | 4  | 4  | 13 | 24 | 37 | -13 |

## Play-off
Ai play-off si qualificano le prime tre squadre di ogni girone.
- Primo Turno

Si affrontano le seconde e le terze classificate dei due gironi
 Murata- Virtus 3-2
 Libertas- Cailungo 2-1
- Secondo Turno

Si affrontano le vincitrici dei due gironi con le vincenti del primo turno
 Domagnano- Murata 4-1
 Pennarossa- Libertas 3-2
- Terzo Turno

Si affrontano i perdenti del primo turno contro i perdenti del secondo. Gli sconfitti vengono eliminati
 Cailungo- Murata 2-4 dts
 Virtus- Libertas 0-1
- Quarto Turno

Si affrontano le vincenti del secondo turno. Chi vince approda in finale, chi perde in semifinale
 Domagnano- Pennarossa 0-0 rig.: 4-5
Si affrontano le vincenti del terzo turno. Chi vince approda in semifinale, chi perde viene eliminato
 Murata- Libertas 3-3 rig.: 3-4
- Semifinale

 Domagnano- Libertas 5-1 dts
- Finale

 Pennarossa- Domagnano 1-2